# Агостино Барбариго (адмирал)
Вижте пояснителната страница за други личности с името Агостино Барбариго.
Агостино Барбариго (на италиански: Agostino Barbarigo; * 22 януари 1516, Венеция, Венецианска република; † 9 октомври 1571, Навпакт) е венециански генерал, адмирал на венецианския флот и командир на лявото крило на християнския флот в битката при Лепанто срещу османците. Той е също важен меценат, отговорен за изграждането от Сансовино на Ка Бембо в Сан Тровазо (подселище на Преганциол).

## Произход
Той е от известната венецианска фамилия Барбариго и е син на Джовани Барбариго и Елизабета Дандоло († 1552).

## Биография
През целия си живот заема многобройни административни длъжности във Венецианската република. През 1554 г. е изпратен като посланик в Кралство Франция, където остава до 1557 г. През 1561 г. е назначен за наместник във Фриули. През 1564 г. е избран за капитан на Падуа, която се опитва да изчисти от безредиците, в които се намира.
На 12 октомври 1567 г. е избран за наместник на Кипър, но не успява да заеме поста, тъй като два месеца по-късно е назначен за комисар на границите и е решено на негово място да бъде избран Николо Дандоло.
През 1570 г. Венецианският сенат, след първата незадоволителна година от Кипърската война с Османската империя, назначава Барбариго за генерален морски капитан (на мястото на Джироламо Дзане), който предава новоспечелената позиция на Себастиано Вениер на 10 април 1571 г.

### Кипърска война
По време на Кипърската война Барбариго прави всичко възможно, за да смекчи настървението на Себастиано Вениер и да поддържа мек тон със съюзниците.
След обесването на някои испански моряци, виновни за провокирането на кавга, наредено от Вениер, дон Хуан Австрийски, командир на Свещената лига, е на ръба да обеси Вениер, но е убеден да премисли това от самия Барбариго и от Маркантонио Колона. Дон Хуан обаче решава, че по време на военните съвети непокорният Вениер ще бъде заменен от по-спокойния Барбариго.

#### Битка при Лепанто
В битката при Лепанто Агостино Барбариго е командир на лявото крило на флота, което трябва да издържи първия сблъсък със съответното османско дясно крило, командвано от опитния Мехмет Шорак. Лявото крило на формацията е най-близо до брега и Барбариго трябва да отблъсне опита на противника да го заобиколи, като незабавно предприема стъпки за затваряне на празнината. По време на бушуващата битка, в която участва лично, той вдига капака на шлема си, за да може по-свободно да заповядва, когато бе улучен в окото от вражеска стрела. Той продължава да се бие толкова дълго, колкото може, като впоследствие предава командването на Федерико Нани. Той умира два дни след битката, на 9 октомври 1571 г.

## Брак и потомство
Агостино се жени два пъти:
∞ 1. 5 юни 1543 за Елена Паскуалиго, от която има:
- Елена Барбариго, ∞ за дожа Антонио Приули, от когото има 12 или 14 деца.[7]

∞ 2. 30 април 1554 за Лучия Пезаро, от която има:
- Елизабета Барбариго, ∞ за кавалер Андреа Гусони (* 2546, † 1615), от когото има

## Памет
На него Кралският флот нарича витлово авизо, пуснато на вода през 1879 г., средникруизна подводница, пусната на вода през 1917 г., и подводница от клас Марчело, пусната на вода през 1938 г. 